# Villiers-au-Bouin
Villiers-au-Bouin település Franciaországban, Indre-et-Loire megyében. Lakosainak száma 735 fő (2022. január 1.). Villiers-au-Bouin Braye-sur-Maulne, Château-la-Vallière, Couesmes, Lublé, Marcilly-sur-Maulne, La Chapelle-aux-Choux, Chenu, Saint-Germain-d’Arcé és Noyant-Villages községekkel határos.

## Népesség
A település népessége az elmúlt években az alábbi módon változott:
| Lakosok száma | 721  | 759  | 677  | 743  | 770  | 763  | 756  | 754  | 752  | 735  |
|               | 1968 | 1982 | 1990 | 2006 | 2013 | 2015 | 2017 | 2019 | 2020 | 2022 |